# غراب (جنس)
الغراب  (الجمع: غِرْبَان) هو جنس من الطيور ينتمي إلى فصيلة الغرابيات، وهو من الطيور المعروفة في كثير من أصقاع العالم، كما تتعدد أنواعه وأشكاله وفصائله، وإن غلب عليه اللون الأسود الذي يطلق عليه الغراب النوحي.
يتميز الغراب بهيبة صوته الذي جعل الناس تتشاءم من رؤيته أو سماع صوته إضافة إلى لونه الأسود القاتم.
والغراب تجذبه الأشياء اللامعة والملونة كثيراً، وليس مستغرباً أن يجد الناس في أعشاش الغربان قطع الصابون الملونة والأشياء المذهبة اللامعة.
يعتبر الغراب من الطيور المفيدة صديقة الفلاح، إذ إن الغراب يتغذى على الآفات والحشرات شأنه في ذلك شأن الهدهد وأبو قردان.
يتميز الغراب بمستوى ذكاء مرتفع نسبياً مقارنة مع غيره من الطيور، حيث يمكنه أن يستخدم الأدوات، ويبنيها كذلك.

## في القصص الدينية
- جاء ذكر الغراب في القرآن في قصة ابني آدم ﴿وَاتْلُ عَلَيْهِمْ نَبَأَ ابْنَيْ آدَمَ بِالْحَقِّ إِذْ قَرَّبَا قُرْبَانًا فَتُقُبِّلَ مِنْ أَحَدِهِمَا وَلَمْ يُتَقَبَّلْ مِنَ الْآخَرِ قَالَ لَأَقْتُلَنَّكَ قَالَ إِنَّمَا يَتَقَبَّلُ اللَّهُ مِنَ الْمُتَّقِينَ ۝٢٧ لَئِنْ بَسَطْتَ إِلَيَّ يَدَكَ لِتَقْتُلَنِي مَا أَنَا بِبَاسِطٍ يَدِيَ إِلَيْكَ لِأَقْتُلَكَ إِنِّي أَخَافُ اللَّهَ رَبَّ الْعَالَمِينَ ۝٢٨ إِنِّي أُرِيدُ أَنْ تَبُوءَ بِإِثْمِي وَإِثْمِكَ فَتَكُونَ مِنْ أَصْحَابِ النَّارِ وَذَلِكَ جَزَاءُ الظَّالِمِينَ ۝٢٩ فَطَوَّعَتْ لَهُ نَفْسُهُ قَتْلَ أَخِيهِ فَقَتَلَهُ فَأَصْبَحَ مِنَ الْخَاسِرِينَ ۝٣٠ فَبَعَثَ اللَّهُ غُرَابًا يَبْحَثُ فِي الْأَرْضِ لِيُرِيَهُ كَيْفَ يُوَارِي سَوْأَةَ أَخِيهِ قَالَ يَا وَيْلَتَا أَعَجَزْتُ أَنْ أَكُونَ مِثْلَ هَذَا الْغُرَابِ فَأُوَارِيَ سَوْأَةَ أَخِي فَأَصْبَحَ مِنَ النَّادِمِينَ ۝٣١ مِنْ أَجْلِ ذَلِكَ كَتَبْنَا عَلَى بَنِي إِسْرَائِيلَ أَنَّهُ مَنْ قَتَلَ نَفْسًا بِغَيْرِ نَفْسٍ أَوْ فَسَادٍ فِي الْأَرْضِ فَكَأَنَّمَا قَتَلَ النَّاسَ جَمِيعًا وَمَنْ أَحْيَاهَا فَكَأَنَّمَا أَحْيَا النَّاسَ جَمِيعًا وَلَقَدْ جَاءَتْهُمْ رُسُلُنَا بِالْبَيِّنَاتِ ثُمَّ إِنَّ كَثِيرًا مِنْهُمْ بَعْدَ ذَلِكَ فِي الْأَرْضِ لَمُسْرِفُونَ ۝٣٢﴾ [المائدة:27–32]
- ولقد ذكر القرأن الغراب في قصة قابيل وهابيل وهو يُعَلِّم أحدهما كيف يواري سوأة أخيه فيدفنه.
- كما ورد في سفر التكوين (8 : 6-8) حيث أرسله نوح لمّا غرقت الأرض في الطوفان ليأتيه بالخبر فتأخّر.

## في العربية
تكرر اسم الغراب في التعابير والأمثال العربية من ذلك:
- صُرَّ عَلَيْهِ رِجْلُ غُرَابٍ: أي ضاق عليه الأمر أو المعاش ؛
- طَارَ غُرَابُهُ: أي شاب رأسه ؛
- غُرَابٌ أَبْقَعُ: أي خبيث ؛
- لاَ يَطِيرُ غُرَابُهَا: (ويقال على الأرض الخصبة الكثيرة الثمار؛
- وَجَدَ تَمْرَةَ الغُرَابِ: أي وجد ما أرضاه.
- (باللهجة المصرية): يا فرحة ماتمت أخدها الغراب وطار. يقال على الفرح الذي يعكره صفوه شئ فلا يكتمل.
- (باللهجة المصرية): ياما جاب الغراب لأمه. أي أنه لا قيمة لما جلبه شخص لآخر.

## عجائب عن الغراب
درس الأوروبيون الغراب ومجتمعاته، فهو يعيش في جماعات وأسراب. إلا أن زوج الغربان يعيشان طوال عمرهما برفقة بعضهم البعض (مثل البشر)، وإذا اقترب ذكر غريب من زوجة الغراب فتقوم بضربه حتي يبتعد عنها.
والغربان لا تخاف من الجوارح كالصقور والنسور، بل إنها تقترب من النسر حين يأكل من فريسته وتستقر قليلا، ثم تبدأ في مطاردته، فتطير الغربان وتنقض عليه طائرة فيضطر إلى خفض رأسه حتي لا يصدمه الغراب بجناحه أو بذيله. وبعد عدة مرات من تلك المناورة يمل النسر ويطير تاركًا الباقي من فريسته فتأكله الغربان.
ويراعي زوج الغربان نسلهما في العش ويجلبون لهم المأكل. وإذا حام بالقرب أحد الصقور تجد الأبوين ينطلقان ويبدآن مطاردة الصقر طيرانًا حتى يختفي من المنطقة، ويبتعد الخطر عن نسلهما.(1)
وفرخ الغراب يولد أبيض اللون يكسوه زغب أسود يتحول فيما بعد إلى الريش الأسود الذي يكسوه.

## الغراب يعد إلى 9
ربما كان الغراب هو الحيوان الوحيد الذي يستطيع العد حتى العدد 9. كان ذلك بالمشاهدة : سكن غراب بالقرب من جحر أرانب وكان يسكنه 9 من الأرانب. من المعروف أن الغراب مغرم بجمع المأكولات والأشياء البراقة. فلوحظ أن الغراب كان يقف منتظرا على شجرته حتى تخرج الأرانب وتغادر جحرها، وكان لا يقترب من الجحر للبحث عن أشياء إلا بعد مغادرة الأرنب التاسع الجحر.

## الغراب يتعرف على وجوه البشر
أكتشف الباحثون أن الغراب بإمكانه التعرف علي وجوه البشر، ليس ذلك فقط بل يصنفهم إلي بشر جيدين، وبشر سيئين.

## الأنواع
- Corvus albicollis - غراب أبيض الرقبة  [لغات أخرى]‏ or Cape Raven (Southern, central and eastern Africa)
- Corvus albus - غراب البين (Central African coasts to southern Africa)
- Corvus bennetti - Little Crow (Australia)
- Corvus brachyrhynchos - زاغ أمريكي (United States, southern Canada, northern Mexico)
- Corvus capensis - Cape Crow or Black Crow or Cape Rook (Eastern and southern Africa)
- Corvus caurinus - غراب شمالي غربي (Olympic peninsula to southwest Alaska)
- Corvus corax - غراب أسحم
  - Corvus (corax) sinuatus - غراب أسحم
  - Corvus (corax) varius morpha leucophaeus - Pied Raven an extinct color variant (Holarctic)
- Corvus corone - غراب بلدي
- Corvus cornix - غراب مقنع
  - Corvus (cornix) capellanus - زاغ مقنع
- Corvus coronoides - غراب استرالي
- Corvus crassirostris - غراب سميك المنقار
- Corvus cryptoleucus - غراب تشيواوا  [لغات أخرى]‏
- Corvus dauuricus - Daurian Jackdaw
- Corvus enca - Slender-billed Crow
  - Corvus (enca) violaceus - Violaceous Crow (Philippines, Ceram, Moluccas)
- Corvus florensis - Flores Crow (Flores Island)
- Corvus frugilegus - غداف شائع (Europe, Asia, New Zealand)
- Corvus fuscicapillus - Brown-headed Crow (New Guinea)
- Corvus hawaiiensis (formerly C. tropicus) - غراب هاواي (Island of Hawaii)
- Corvus imparatus - Tamaulipas Crow (Gulf of Mexico coast from Nuevo León east to Rio Grande delta, south to Tampico, Tamaulipas)
- Corvus jamaicensis - Jamaican Crow (Jamaica)
- Corvus kubaryi - Mariana Crow or Aga (Guam, Rota)
- Corvus leucognaphalus - White-necked Crow (Haiti, Dominican Republic, Puerto Rico)
- Corvus macrorhynchos - Jungle Crow (Eastern Asia, Himalayas, Philippines)
  - Corvus (macrorhynchos) macrorhynchos - Large-billed Crow
  - Corvus (macrorhynchos) levaillantii - Eastern Jungle Crow (India, Burma)
  - Corvus (macrorhynchos) culminatus - Indian Jungle Crow
- Corvus meeki - Bougainville Crow
- Corvus mellori - Little Raven (Southeastern Australia)
- Corvus monedula - زاغ زرعي or Western Jackdaw (British Isles and western Europe, Scandinavia, northern Asia, Northern Africa)
- Corvus moneduloides - New Caledonian Crow (New Caledonia, Loyalty Islands)
- Corvus nasicus - Cuban Crow (Cuba, Isla de la Juventud, Grand Caicos Island)
- Corvus orru - Torresian Crow or Australian Crow (Australia, New Guinea and nearby islands)
- Corvus insularis - Bismarck Crow
- Corvus ossifragus - غراب السمك
- Corvus palmarum - Palm Crow (Cuba, Haiti, Dominican Republic)
- Corvus rhipidurus - غراب مروحي الذنب (Northeast Africa, Middle East)
- Corvus ruficollis - غراب أحيمر العنق or Desert Raven (Northern Africa, Arabia, southeast to eastern Asia)
  - Corvus (ruficolis) edithae - Somali Crow or Dwarf Raven (Northeast Africa)
- Corvus sinaloae - Sinaloan Crow (Pacific coast from Sonora to Colima)
- Corvus splendens - غراب المنزل الهندي or Indian House Crow (Indian subcontinent, Middle East, east Africa)
- Corvus tasmanicus - غراب الغابة or Tasmanian Raven (Tasmania and adjacent south coast of Australia)
  - Corvus (tasmanicus) boreus - غراب الغابة (Northeastern New South Wales)
- Corvus torquatus - Collared Crow (Eastern China, south into Vietnam)
- Corvus tristis - Grey Crow or Bare-faced Crow (New Guinea and neighboring islands)
- Corvus typicus - Piping Crow or Celebes Pied Crow (Sulawesi, Muna, Butung)
- Corvus unicolor - Banggai Crow (Banggai Island)
- Corvus validus - Long-billed Crow (Northern Moluccas)
- Corvus woodfordi - White-billed Crow or Salomon Islands Crow (Southern Salomon Islands)

## المصدر
(1) برنامج للتلفزيون السويسري 2011.